# Smoking Souls
Smoking Souls va ser un grup de música valencià que es formà a Pego en 2010 i es dissolgué en 2025.

## Trajectòria
El grup es va formar el 2010 amb quatre membres: Carles Caselles (guitarra i veu), Pau Camps (guitarra), Josep Bolu (bateria) i Miquel Àlvarez (baix) que posteriorment fou substituït per Marc Miralles . Smoking Souls comparteix origen, amistat i àdhuc família amb La Gossa Sorda, un grup que els ha marcat independentment del seu estil musical. Els primers anys el grup s'expressava també en castellà a les lletres, i en eixa llengua van gravar algunes de les primeres cançons. El primer EP Smoking Soul's va incloure tres cançons en castellà i una en valencià.
El 2011 el grup va fer el seu primer concert. Dos anys més tard va llançar L'espenta, el seu primer disc i una producció autoeditada ja exclusivament en valencià. El 2015 va publicar el seu segon àlbum Nòmades amb Propaganda pel fet!.
En 2017 va llançar Cendra i or, guardonat com a Millor disc de rock als premis Ovidi. També va rebre el premi al Millor videoclip, per «Vida». El títol de l'àlbum és una al·legoria a l'ocell Fènix i l'estil de la música és presentat com a rock amb «nous ritmes». Durant el 2017 van fer una gira amb concerts a diferents llocs del País Valencià, Catalunya i també a Madrid.
Paratges preferits (2018) és un EP gravat en directe i amb set cançons en acústic. Les veus de les cançons són del cantant del grup, Carles Caselles. L'any següent van presentar l'àlbum Translúcid.
El 2021 Caselles va presentar l'EP L'afluent, un projecte en solitari amb lletres personals i un estil musical menys «rocker» que el de Smoking Souls. L'EP va ser precedit pel senzill «La bellesa del risc», una col·laboració entre Caselles i Sandra Monfort.

## Discografia
- Smoking Soul's (Autoedició, 2011, EP)
- L'espenta (Autoedició, 2013)
- Nòmades (Propaganda pel fet!, 2015)
- Cendra i or (Propaganda pel fet!, 2017)
- Paratges preferits (Propaganda pel fet!, 2018, EP)
- Translúcid (Propaganda pel fet!, 2019)[7]
- La cura (Propaganda pel fet!, 2022)[8]

### Carles Caselles en solitari
- L'afluent (Primavera d'Hivern, 2021, EP)